# (100009) 1988 RQ4
(100009) 1988 RQ4, także 1998 MU42 – planetoida należąca do pasa planetoid.
Planetoida została odkryta w 1988 roku w Obserwatorium La Silla.